# Sonata per a flauta en mi menor (HWV 359b)
La Sonata per a flauta en mi menor (HWV 359b) fou composta cap al 1724 per Georg Friedrich Händel. Està escrita per a flauta travessera i teclat (clavicèmbal). L'obra també té la referència com a Opus 1, núm. 1b, i fou primer publicada el 1732 per John Walsh. Altres catàlegs de la música Händel la cataloguen com a HG xxvii,6 i HHA iv/3,10.
Aquesta sonata és una revisió d'una obra anterior, la Sonata per a violí en re menor (HWV 359a).
De les dues sonates de l'edició de Chrysander com a Opus 1 Sonata I, aquesta (Sonata Ib) és la primera en l'edició de Walsh (denominada Sonata I). La Sonata de l'edició de Chrysander va ser compilada a partir de fonts del manuscrit. Les sonates Ia i la Ib tenen en comú el primer i quart moviments.
Una interpretació típica dura aproximadament set minuts.

## Moviments
L'obra consta de quatre moviments:
| Moviment | Tipus   | Tonalitat clau | Compàs | Nombre de compassos | Audio                                                          | Notes |
| -------- | ------- | -------------- | ------ | ------------------- | -------------------------------------------------------------- | --- |
| 1        | Grave   | Mi menor       | 4/4    | 20                  | Al Goldstein (flauta) i Martha Goldstein (clavicèmbal) (2:07): | En comú amb el primer moviment de la sonata per a flauta en mi menor (HWV 379).                                                                      |
| 2        | Allegro | Mi menor       | 4/4    | 43                  | Al Goldstein (flauta) i Martha Goldstein (clavicèmbal) (1:42): | |
| 3        | Adagio  | Sol major      | 3/4    | 12                  | Al Goldstein (flauta) i Martha Goldstein (clavicèmbal) (0:43): | Acaba amb un acord en si major. |
| 4        | Allegro | Mi menor       | 3/8    | 80                  | Al Goldstein (flauta) i Martha Goldstein (clavicèmbal) (2:15): | Dues seccions (31 i 49 compassos), cadascuna amb signes de repetició. En comú amb el quart moviment de la sonata per a flauta en mi menor (HWV 379). |

(Els moviments no contenen signes de repetició llevat que s'indiqui. El nombre de compassos s'ha agafat de l'edició de Chrysander, i és el número que hi ha en el manuscrit, sense incloure signes de repetició.)